# هانا کنت
هانا کنت (انگلیسی: Hannah Kent؛ زادهٔ ۱۹۸۵) نویسنده اهل استرالیا است.